# Edla (Slawin)
Edla (* um 980?; † um 1010?) war eine Frau von König Olaf Skötkonung von Schweden.
Über ihre Person gibt es kaum Informationen. Sie kam aus „Wendland“, dem slawischen Gebiet an der Ostsee, und sie war Mutter von Emund, Astrid und Holmfrid.
Ihr Status ist nicht ganz klar. Sie war Frau von König Olaf, aber wahrscheinlich nicht mit ihm verheiratet.
Möglicherweise starb sie relativ zeitig.

## Nachkommen
- Emund der Alte, König von Schweden (1050–1060).
- Astrid, Ehefrau von König Olav II. Haraldsson von Norwegen
- Holmfrid, Tochter